# Freusburg

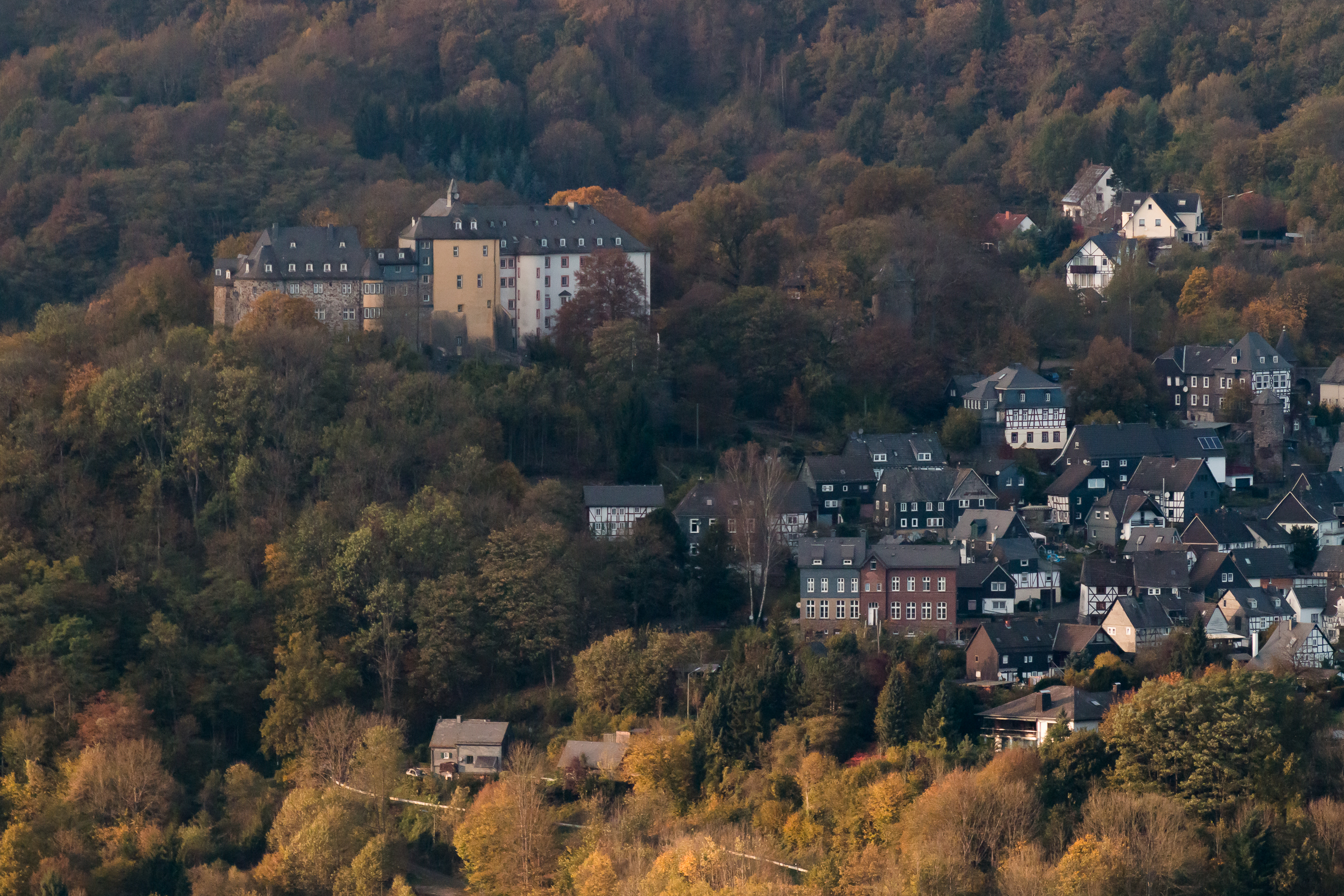
Freusburg unterhalb der Burg

Freusburg ist ein Stadtteil und ein Ortsbezirk der Stadt Kirchen (Sieg) im Landkreis Altenkirchen (Westerwald) im Norden von Rheinland-Pfalz. Bis 1969 war Freusburg eine eigenständige Gemeinde.
Der Ort ist nach der Burg Freusburg benannt und ist über die Landesgrenzen hinaus für seine beliebte Jugendherberge bekannt. 

## Geographische Lage
Der Ort Freusburg liegt zwischen Mudersbach und Kirchen in einem Tal rechts bzw. nördlich der Sieg an der Mündung des Vollmersbaches.
Zum Ortsbezirk Freusburg gehören neben dem alten Dorf Freusburg das Neubaugebiet Freusburg-Struth und der Ortsteil Backhaus, welcher im Gegensatz zu den anderen beiden Ortsteilen südlich des Flusses Sieg liegt.

## Geschichte
Zum ersten Mal wurde Freusburg im Jahr 913 unter dem Namen „Fruodeesbraderofanc“ (Bifanc auf dem Fruodberg) erwähnt. Bifanc bedeutet Hofgut oder Herrensitz. Die älteste erhaltene urkundliche Eintragung stammt von 1048. Es wird geschätzt, dass die eigentliche Burg um 1100 gebaut wurde. In früherer Zeit besaß der Ort (Vroitzburg) ein Hochgericht.
Am 7. Juni 1969 wurden die bis dahin eigenständige Gemeinde Freusburg mit damals 1187 Einwohnern nach Kirchen (Sieg) eingemeindet.

## Politik

### Ortsbeirat
Freusburg ist als Ortsbezirk der Stadt Kirchen (Sieg) ausgewiesen und besitzt einen Ortsbeirat und einen ehrenamtlichen Ortsvorsteher.
Der Ortsbeirat besteht aus acht Beiratsmitgliedern, die bei der Kommunalwahl am 9. Juni 2024 in einer personalisierten Verhältniswahl gewählt wurden, und dem ehrenamtlichen Ortsvorsteher als Vorsitzendem. Bis zur Wahl 2019 waren es sieben Beiratsmitglieder.
Die Sitzverteilung im gewählten Ortsbeirat:
| Wahl | SPD | CDU | FDP | Gesamt  |
| ---- | --- | --- | --- | ------- |
| 2024 | 4   | 2   | 2   | 8 Sitze |
| 2019 | 3   | 3   | 2   | 8 Sitze |
| 2014 | 4   | 3   | –   | 7 Sitze |

### Ortsvorsteher
Ortsvorsteher ist Michael Bauer (FDP). Bei der Direktwahl am 26. Mai 2019 setzte er sich mit einem Stimmenanteil von 52,32 % gegen die bisherige Amtsinhaberin Sibylle Braß (SPD) durch. Bei der Direktwahl am 9. Juni 2024 wurde er als einziger Bewerber mit 67,2 % für weitere fünf Jahre in seinem Amt bestätigt.

## Verkehrsanbindung
- Schienenverkehr

Freusburg verfügt über einen gleichnamigen Eisenbahnhaltepunkt an der Siegstrecke, welche durch die Züge der Linien RB90 (Westerwald-Sieg-Bahn) Kreuztal-Siegen-Wissen(Sieg)-Au (Sieg)-Altenkirchen (Westerwald)-Hachenburg-Nistertal/Bad Marienberg-Westerburg-Diez Ost-Limburg an der Lahn sowie der Linie RB93 (Rothaarbahn) Bad Berleburg-Kreuztal-Siegen-Betzdorf(Sieg) der Hessischen Landesbahn HLB, Bereich Dreiländerbahn nach dem Rheinland-Pfalz-Takt stündlich in beide Richtungen angefahren wird.
- Straßenverkehr

Freusburg liegt an der B 62.